# Катастрофа Ту-104 в Нанайском районе
Катастрофа Ту-104 в Нанайском районе  — крупная авиационная катастрофа, произошедшая в понедельник 3 сентября 1962 года в Хабаровском крае. Авиалайнер Ту-104А авиакомпании «Аэрофлот» выполнял плановый внутренний рейс SU-003 по маршруту Москва — Хабаровск — Петропавловск-Камчатский, но через 10 минут после вылета из Хабаровского аэропорта экипаж доложил о проблемах с управлением и начал быстро терять высоту, после чего, спустя 36 секунд нахождения в таком положении самолёт рухнул в болото в Нанайском районе и полностью разрушился. Погибли все 86 человек на борту — 79 пассажиров и 7 членов экипажа.
На момент событий это была крупнейшая авиационная катастрофа а СССР (до катастрофы Ил-18 под Южно-Сахалинском, произошедшая за день до 2-й годовщины трагедии, где 87 погибших), на 2024 год — 25-я.
Официальная причина катастрофы так и не была названа.

## Самолёт
Ту-104А с заводским номером 86601103 и серийным 11-03 был выпущен заводом № 166 (Омск) 27 сентября 1958 года. Лайнер продали Главному управлению гражданского воздушного флота, которое присвоило ему регистрационный номер СССР-42366 и к 12 октября направило в 202-й авиаотряд реактивных самолётов (Хабаровск) Дальневосточного территориального управления гражданского воздушного флота. Его два турбореактивных двигателя были модели АМ-3М и имели заводские номера 5210157 и 5210070. Пассажировместимость салона составляла 70 мест. Общая наработка четырёхлетнего самолёта на день катастрофы составляла 4426 лётных часов и 1760 циклов (посадок).

## Экипаж
Экипаж из 202-го АОРС имел следующий состав:
- Командир (КВС) — Марсаков Петр Васильевич
- Второй пилот — Гриценко Виктор Михайлович
- Штурман — Залавский Василий Петрович
- Бортмеханик — Гусынин Юрий Иванович
- Бортрадист — Морозов Олег Степанович
- Стюардессы:
  - Савенко Мила Филипповна
  - Кожаева Евдокия Федоровна

## Катастрофа
Ту-104А борт СССР-42366 выполнял пассажирский рейс SU-003 по маршруту Москва — Хабаровск — Петропавловск-Камчатский. До Хабаровска полёт прошёл нормально. Согласно полученному экипажем перед вылетом прогнозу погоды, на маршруте ожидалась слоисто-кучевая облачность 7—10 баллов и верхней кромкой 8—9 километров. Фактически в аэропорту Хабаровска стояла сплошная (10 баллов) слоистая облачность высотой 60 метров, видимость достигала 20 километров. Так как такие метеоусловия не препятствовали выполнению полёта, то ночью 3 сентября в 04:32 по местному времени (21:32 2 сентября MSK) рейс 03 вылетел из Хабаровска. На борту самолёта находились 7 членов экипажа и 79 пассажиров: 58 взрослых и 21 ребёнок. Диспетчер КДП дал указание следовать по установленному коридору на Троицкое, набирая при этом высоту 4000 метров. В 21:39 с самолёта доложили о занятии высоты 4000 метров и следовании над облаками, после чего экипаж перешёл на связь с ГРДП. Диспетчер ГДРП в свою очередь дал рейсу 03 разрешение занимать предписанный эшелон 8000 метров.
Авиалайнер проходил высоту 4500 метров, когда спустя 1 минуту 37 секунд с момента последней связи с диспетчером командир экипажа Марсаков вновь вызвал ГДРП и дважды доложил: Бросило!. Далее последовали ещё тревожные сообщения: Трясет! и Бросило сильно на крыло!. Эти передачи с рейса 03 длились 36 секунд, после чего засветка лайнера исчезла с экрана радиолокатора. Согласно показаниям экипажа Ан-10 борт 11195, летевшего позади с интервалом в 4 минуты, они увидели сквозь облака сильное красное зарево, которое постепенно погасло. В 04:42 Ту-104 под углом около 50—60°, углом тангажа 10—20° и небольшим левым креном врезался в болото в Нанайском районе и в 15 километрах юго-западнее посёлка Курун (95,5 километра северо-восточнее аэропорта вылета). От удара авиалайнер полностью разрушился, а на его месте образовалась воронка, которую заполнило водой. Общий разброс обломков составил 200×70×80 метров. Все 86 человек на борту погибли. На тот момент это была крупнейшая авиационная катастрофа в Советском Союзе.

## Причины
По результатам расследования следственная комиссия не смогла установить причины катастрофы.
Техническая комиссия после проведения испытаний пришла к заключению, что причиной катастрофы послужило непреднамеренное включение автопилота АП-5-2, что при существующих регулировках рулевых машинок в условиях рейсового полёта и при запаздывании вмешательства экипажа может привести к созданию аварийной ситуации, особенно ночью и в сложных метеоусловиях. Аварийную ситуацию могло создать и непреднамеренное включение электроуправления триммером руля высоты, а также триммера элеронов, хотя последнее менее опасно, нежели включение триммера руля высоты. Что до непреднамеренного увода руля направления, то это аварийную ситуацию не создаст, хотя и значительно усложнит пилотирование самолёта. Если руль высоты после включения автопилота АП-5-2 отклонится, а балансировка самолёта будет выполняться триммером, то при последующем отключении автопилота во время полёта может возникнуть аварийная ситуация.